# Augusto Miranda y Godoy
Augusto Miranda y Godoy va ser un militar, polític i escriptor espanyol nascut a Archidona (Màlaga) el 27 de maig de 1855 i mort a Santiago de Compostel·la (La Corunya) el 28 d'abril de 1920.

## Formació en l'Armada
A l'edat de 15 anys, i en companyia del seu germà Luciano va formar part de la primera promoció de l'Escola Naval Flotant, que es va situar a bord de l'antiga Asturias, amb base a Ferrol, i el director de la qual era el capità de navili Victoriano Sánchez Barcáiztegui, el seu nomenament com a aspirant, es va publicar en la Reial Ordre d'11 de gener de 1871.
En finalitzar el seu període de formació inicial, va rebre el nomenament de guardiamarina de 2a classe el 16 d'abril de 1872, i a continuació, va embarcar en la Fragata blindada Vitoria, que es va incorporar a l'Esquadra a Barcelona, i va fer un creuer per Espanya, a fi de conduir Amadeu I d'Espanya a diversos ports del Nord.
Posteriorment, va embarcar en la fragata Concepción, i realitza un viatge d'instrucció en Filipines, va ser promogut a guàrdiamarina de 1a classe el 16 de juliol de 1875.

## Primeres destinacions
Finalitzades els seus estudis, va ser ascendit a alferes de navili el 27 de maig de 1876. Amb aquesta ocupació i amb la de tinent de navili va estar embarcat en diversos bucs. Va exercir múltiples comissions i destinacions a flotació, prenent part activa en accions de guerra contra forces revoltades a Cuba. Va ser oficial de derrota i professor de guàrdiamarines en les fragates Nuestra Señora del Carmén i Blanca, segon comandant del vapor Vulcano i del canoner Pilar.
Va realitzar recerques científiques, autoritzat per reial ordre d'1 de juny de 1878 per construir una corredissa electromecànica a Cadis, que havia dissenyat i va presentar a les autoritats. Al juny de 1879, rep la notícia de la mort del seu germà, l'alferes de navili Luciano Miranda y Godoy a l'Arsenal de l'Havana.
Entre 1883 i 1888 va ser professor de l'Escola Naval Flotant, període en el qual va publicar dos llibres que van ser declarats oficialment de text a l'Escola Naval (Reials Ordres de 23 de març de 1887 i 14 de juliol de 1888), que van ser, premiats per l'Acadèmia de les Ciències de París.Quan cessa en el seu càrrec docent a l'Escola, va passar a petició pròpia a situació de supernumerari, i va establir a Ferrol, amb dos socis, el Col·legi de la Marina, una acadèmia preparatòria per a l'ingrés a l'escola naval.
De tornada al servei actiu, al novembre de 1891 va passar destinat a la Secretaria del Comandant General de l'Arsenal de Ferrol; a l'abril de 1892 va ser nomenat segon comandant del canoner-torpediner Vicente Yáñez Pinzón; al novembre va passar destinat com a professor de l'Acadèmia de Maquinistes de Ferrol, i de la Secretaria de l'almirall de l'Arsenal; al setembre va passar a ser comandant del creuer-torpeder "Galícia", tornant després al càrrec de professor de l'Acadèmia de Maquinistes.
A l'abril de 1895 va ascendir a tinent de navili de primera classe, equivalent a l'actual de capità de corbeta, i al març de 1896 va ser nomenat cap del tercer negociat de l'Estat Major del departament de Ferrol.
En aquesta època, va dur a terme un estudi tècnic i de viabilitat per a la construcció d'una central hidroelèctrica per a l'aprofitament d'aigües del riu Belelle, en els termes municipals de Neda i Fene, adquirint els terrenys d'aquest lloc i sol·licitant la corresponent concessió administrativa, que li va ser concedida per resolució de 5 de gener de 1894. Encara que un any després en va desistir.

## Campanya a les Filipines
Durant tot l'any 1898 va ser comandant militar de l'Estació naval de l'illa Corregidor, a Manila, suportant la guerra contra els Estats Units, i després dels combats, va ser fet presoner pels nord-americans, romanent reclòs a bord del creuer Baltimore.

## Postguerra
De tornada a Espanya, va passar destinat a l'Estat Major del Departament de Ferrol i, al juliol de 1900, es va fer càrrec com a segon comandant del creuer Infanta Isabel. Va ascendir a capità de fragata al juliol de 1901. Va passar a ser segon comandant en la Comissió Hidrogràfica a bord de l'avís Urania, on va prendre part activa de l'aixecament de les cartes marítimes del Cantàbric.
L'agost de 1905 va embarcar en el creuer Cardenal Cisneros com a segon comandant, destacant la seva actuació en salvar a la dotació del mateix després de tocar en el baix de Meixidos, a la sortida de la ria de Noia, el 28 d'octubre. La seva actuació, va ser elogiada per la premsa de l'època.
El gener de 1906 va ser nomenat Ajudant Major de l'Arsenal de Ferrol, i va dur a terme l'aixecament del plànol de la conca d'A Graña. L'agost de 1907 és destinat com a segon comandant del creuer Princesa de Asturias. L'abril de 1908 se'l va nomenar comandant del canoner Doña María de Molina, el comandament de la qual va exercir durant dos anys.
El 18 d'abril de 1910 va ascendir a l'ocupació de capità de navili, i per Reial Ordre de 18 de maig se'l designa per estudiar l'organització i sistemes d'ensenyament de les Escoles Navals d'Alemanya, Àustria, Itàlia i Anglaterra, països als quals va viatjar acompanyat pel tinent de navili de primera classe Manuel Andújar y Solana.
A l'octubre de 1910 va ser destinat com a Cap d'Armaments de l'Arsenal de la Carraca, càrrec que va exercir tan sols uns mesos fins a març de 1911.

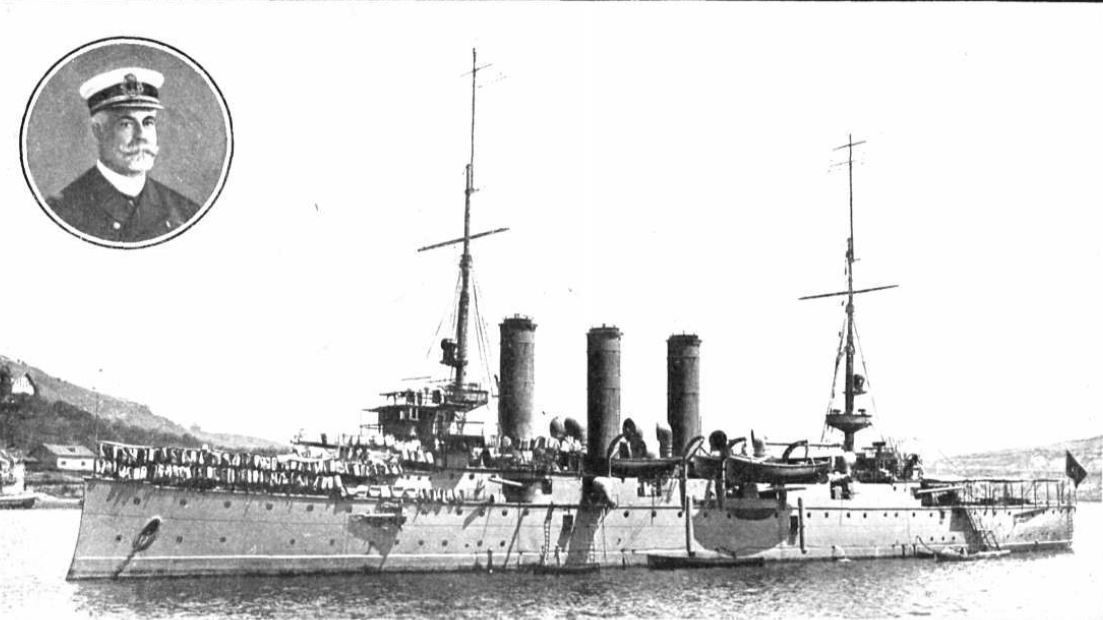
Miranda i la seva nau, el creuer Reina Regente.

Per Reial Ordre de 9 de febrer de 1911 va ser nomenat comandant del creuer Reina Regente, el comandament del qual va prendre a La Carraca el 14 de març; es tractava del segon creuer amb aquest nom de l'armada, i era possiblement la millor unitat de l'Esquadra.
Al juny de 1911 va participar en una de les revistes navals celebrades a Spithead amb motiu de la coronació del Rei Jordi V del Regne Unit; al juliol, des de Santander va donar escorta al iot reial Giralda, que portava a bord al rei Alfons XIII fins a Anglaterra on va participar en les regates de Cowes, tornant a l'agost.
Durant el seu comandament del Reina Regent i en compatibilitat amb ell, per Reial Ordre de 28 d'octubre de 1911, va ser nomenat Vocal de la Junta encarregada de redactar el programa, pla d'estudis i reglaments de la futura Escola Naval de San Fernando (Cadis).
A la fi de 1912, amb motiu de la guerra que va enfrontar l'Imperi Otomà contra Grècia, Bulgària, Sèrbia i Montenegro, es va témer una revolució, i per això es va reunir al Bòsfor una nodrida esquadra internacional que va traspassar els Dardanels i va fondejar a Istanbul, en un intent de bloquejar el mar Negre. En formaven part
nombrosos bucs d'Alemanya, França, Anglaterra, Itàlia, Rússia, Països Baixos, Romania i Espanya.
Per part d'Espanya, hi van enviar el creuer Reina Regente, que va salpar del port de Màlaga el 7 de novembre de 1912, arribant a la seva destinació el dia 15.

## Almirall i Ministre de Marina
El seu ascens al Almirallat li arriba a Istanbul, el 13 de març de 1913, a bord del Regente, va ser rellevat al comandament interinament pel seu segon.
Per Reial decret de 13 de març de 1913 ascendeix a contraalmirall, amb antiguitat de 8 d'agost de 1912. Se'l nomena general cap de l'arsenal de Ferrol i president de la comissió inspectora de noves construccions. Durant la seva permanència a Ferrol se'l nomena vocal de la junta d'unificació de calibres d'artilleria per a la defensa de costes, constituïda en el Ministeri de la Guerra, comissió que exerceix a Madrid durant el mes de maig.
Eduardo Dato e Iradier, a instàncies del rei Alfons XIII, li encarrega el ministeri de Marina. Jura el càrrec i pren possessió com a Ministre de Marina el 27 d'octubre de 1913, i conseller d'estat. En 1914 seria nomenat, senador vitalici del Regne, càrrec que exercirà fins a la seva mort.
Des del primer moment es proposa dur a terme un ambiciós programa de construccions navals i un pla complet de reestructuració de l'Armada, que incloïa la rehabilitació d'arsenals i construcció de noves bases navals, a més de la creació de l'arma submarina. Va donar continuïtat a la llei Miranda, en aconseguir el Govern a moció del Ministre Miranda, l'aprovació de la Llei de 30 de juliol de 1914, que va autoritzar la construcció del creuer Reina Victoria Eugenia.
Miranda va presentar un programa de noves construccions que continuava el pla de 1908, i que és conegut com a Primer Pla Miranda. Aquest projecte, aprovat per Reial decret de 29 d'abril de 1914, va ser presentat a les Corts, encara que Miranda va decidir retirar-lo abans de la seva discussió per modificar-lo radicalment en vista a l'inici de la Primera Guerra Mundial a l'agost d'aquest any. Aquest projecte de llei, a més d'altres construccions navals i obres, ja preveia la de sis submarins.
La conflagració i la prudència més elemental aconsellava no emprendre l'execució d'un pla tan vast de noves construccions, quan s'esperava que el curs dels esdeveniments, recollint els ensenyaments pràctics de la guerra en la mar, operaria una revisió profunda en els tipus dels futurs bucs.

### La "Llei Miranda" de 17 de febrer de 1915
Va elaborar un nou programa, que les Corts van aprovar amb relativa rapidesa, la que seria segona llei d'esquadra, que va passar a la història com a "Llei Miranda", va ser sancionada pel rei Alfons XIII el 17 de febrer de 1915 i va suposar el definitiu naixement de l'Arma Submarina espanyola. Les unitats previstes i autoritzades van ser:
- 4 creuers lleugers
- 6 destructors
- 28 submaríns
- 3 canoners
- 18 guardacosta

A l'empara de la Llei Miranda i de la Llei de Bases Navals es van crear les bases navals secundàries de la Graña (Ferrol), Ríos (Vigo), on després es va instal·lar la ETEA, Vilagarcía, Marín, després Polígon de Tir i actual Escola Naval i Maó (Menorca).
De totes les construccions d'unitats navals previstes per Miranda únicament les dels submarins no es va complir íntegrament. Dels 28 submarins al fet que aspirava, es van adquirir o van construir 16:
- Isaac Peral (A0)
- 3 Classe A
- 6 Classe B
- 6 Classe C

Les altres unitats van ser:
- 4 creuers:
  - Blas de Lezo
  - Méndez Núñez
  - Príncipe Alfonso (després rebatejat Libertad i Galicia)
  - Almirante Cervera
- 6 destructors caçatorpeders
  - 3 Classe Alsedo (ampliats amb els 14 Classe Churruca)
- 3 canoners: Classe Cánovas del Castillo
- diversos bucs auxiliars.

### Arma submarina

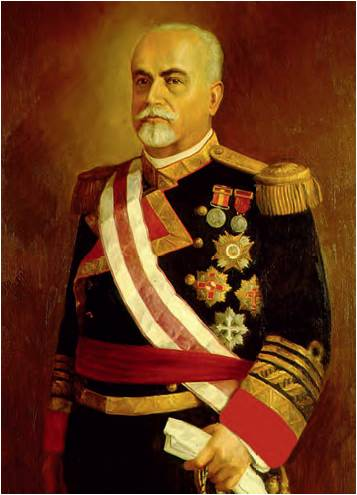
Augusto Miranda y Godoy. (Museu Naval de Madrid).

Tal era el desig d'incorporar al més aviat possible els submarins a l'Armada Espanyola sense esperar al previsible prolongament dels terminis de construccions, que l'almirall Miranda deixa previstes en la llei la seva adquisició a nacions estrangeres.
Es van adquirir quatre: l'Isaac Peral (A-0), als Estats Units i els tres tipus "A" o Laurenti, a Itàlia, que van rebre els noms i numerals Narcís Monturiol (A-1), Cosme García (A-2) i A-3; adquisicions que es van fer a nacions llavors encara no bel·ligerants.
L'adquisició dels submarins va ser possible gràcies al fet que l'almirall Miranda va introduir un article addicional al text de la Llei de 17 de febrer de 1915, que deia:
| « | "S'autoritza al Ministre de Marina per adquirir per gestió directa amb càrrec als crèdits concedits per aquesta llei, fins a quatre submergibles i el material necessari per als ensenyaments i pràctiques del personal que ha de dotar-los i un buc especial de salvament. Se li autoritza així mateix per organitzar el servei en els submarins amb oficials del Cos General de l'Armada, i per reorganitzar el Cos de Maquinistes i els de Contramestres, Conestables i altres subalterns, ajustant els seus serveis i les seves plantilles a les necessitats del nou material, dins dels crèdits consignats per a personal a l'actual pressupost." | » |

A l'empara d'aquesta disposició legal, els qui d'antuvi havien de constituir la cinquena sèrie del programa de submarins aprovat van ser en realitat els primers que es van incorporar, encara que pertanyents a diferents tipus.
Per Reial decret de 23 de setembre de 1915 va ser promogut a l'ocupació de vicealmirall.

### Neutralitat
Va ser ferm defensor de la neutralitat d'Espanya en la primera guerra mundial, fins al punt que, com a garantia i per continuar la seva labor reformadora, va continuar al capdavant del Ministeri de Marina amb l'arribada del nou Gabinet, presidit per Álvaro Figueroa y Torres Mendieta, el 9 de desembre de 1915.
A la caiguda d'aquest, el 20 d'abril de 1917, és confirmat al nou Govern, aquesta vegada presidit per Manuel García Prieto, que va durar solament fins a l'11 de juny d'aquest any.
Es va convertir en el primer ministre espanyol a exercir el seu càrrec amb dos partits polítics diferents en el poder. Igualment, la seva primera etapa ministerial va ser de les més dilatades fins a aquesta època en el ministeri de Marina, i es va deure fonamentalment a la voluntat expressa del rei Alfons XIII.
Després de la seva sortida del Consell de Ministres, en el qual va ser substituït pel contraalmirall Manuel de Flórez y Carrió, va quedar disponible per a eventualitats en la cort, fins al 7 d'octubre de 1917 en què va ser nomenat comandant general de la Posta de Cadis. El 14 de març de 1918 fou nomenat comandant general de l'esquadra d'instrucció.

## Segona etapa en el Ministeri de Marina
De nou, torna a ser nomenat ministre, en un govern, presidit per Antoni Maura, des del 20 de juliol al 9 de novembre de 1918, data en la qual cessa com a ministre, i per Reial decret de 13 de novembre de 1918, és nomenat cap de la jurisdicció de marina en la cort, càrrec que exercirà fins al 15 d'abril de 1919 quan torna a ser ministre de marina en un nou govern presidit per Antonio Maura.
Per Reial decret de 4 de juliol de 1919 és promogut a l'ocupació d'almirall de l'Armada.

## Encàrrec de formar govern
El 20 de novembre de 1919, és nomenat de nou cap de la jurisdicció de marina en la cort, i, el gener de 1920, Alfons XIII li va encarregar formar nou govern sota la seva presidència, però tenia la seva salut afeblida, va declinar la seva designació fins a tant es recuperés plenament de la seva malaltia, que implicava sotmetre's a una operació quirúrgica. Complicacions postoperatòries li van provocar la mort, va morir a l'Hospital Reial de Santiago de Compostel·la, el 28 d'abril de 1920.
Les seves restes es van traslladar al Panteó de Marins Il·lustres de San Fernando a la província de Cadis segons el que es disposa en l'Ordre ministerial 145/2002, de 27 de juny, on van ser inhumats en solemne cerimònia el 17 de setembre de 2002.

## Homenatges
- L'armada, va donar el seu nom a un dels bucs de la llei presentada, El Destructor Almirante Miranda pertanyent a la Classe Churruca, que va participar en la Guerra Civil en el bàndol republicà, que va estar en servei fins a 1970.
- Hi ha una plaça dedicada en la seva localitat natal, Archidona, que li va atorgar a més el títol de Fill Predilecte.
- Hi ha un carrer amb el seu nom a la ciutat de San Fernando (Cadis), que el va nomenar Fill Adoptiu.
- Hi ha un carrer amb el seu nom a Marín, situada enfront de l'Escola Naval Militar
- Hi hax un monument amb un bust seu a la plaça del seu mateix nom a Maó.

## Llibres publicats
- Lecciones de Cálculo infinitesimal e integral.
- Mecánica racional y aplicada. Principios generales de Mecánica.
- Proyecto de Bases para la educación y enseñanza de los oficiales del Cuerpo General de la Armada.